# Davau Oriental
Davau Oriental (Davao Oriental) é um província de  primeira classe de renda da província (d) na região Região de Dávao (Região XI), nas Filipinas. De acordo com o censo de 1 de maio  de  2020 possui uma população de 576 343 pessoas e 140 064 domicílios.
A sua capital é Mati.

## Subdivisões
Municípios
- Baganga
- Banaybanay
- Boston
- Caraga
- Cateel
- Governador Generoso
- Lupon
- Manay
- San Isidro
- Tarragona

Cidade
- Mati